# Ad van Liempt
Ad van Liempt (né le 21 mai 1949 à Utrecht) est un journaliste, écrivain et producteur de télévision néerlandais. Il est l'auteur, entre autres d'une biographie de Bernhard de Lippe-Biesterfeld, le prince consort des Pays-Bas et d'ouvrages sur la Shoah, en relation avec les Pays-Bas.

## Biographie
Ad van Liempt est né le 21 mai 1949, à Utrecht aux Pays-Bas.
Il est connu en dehors des Pays-Bas pour son ouvrage Kopgeld: Nederlandse premiejagers op zoek naar joden, 1943 publié en 2002 et traduit en Anglais sous le titre Hitler's Bounty Hunters en 2005. Il décrit dans cet ouvrage comment les Nazis payaient des primes à des Néerlandais, en particulier à la police et à des fonctionnaires du Bureau Central d'Émigration Juive en retour pour des informations sur les lieux où se cachaient des Juifs,.
Il a écrit la biographie de Selma Engel-Wijnberg, une des deux personnes d'origine néerlandaise survivant du Camp d'extermination de Sobibor.

## Œuvres
- Ad van Liempt. Kopgeld: Nederlandse premiejagers op zoek naar joden, 1943. Amsterdam: Balans, 2002.  (ISBN 9789050184786)
- Ad van Liempt. Hitler's Bounty Hunters: The Betrayals of the Jews. Translated from the Dutch by S.J. Leinbach, London: Bloomsbury Publishing PLC, 2005.  (ISBN 1845202031)[3]
- Ad van Liempt. De vrouw die Sobibor overleefde, 2010. Biographie de Selma Engel-Wijnberg
- Ad van Liempt.  Na de bevrijding – de loodzware jaren 1945-1950 (After liberation—the difficult years 1945-1950), 2014